# Lycaena povolnyi
Lycaena povolnyi är en fjärilsart som beskrevs av Francis Gard Howarth och Povolny 1976. Lycaena povolnyi ingår i släktet Lycaena och familjen juvelvingar. Inga underarter finns listade i Catalogue of Life.